# Josef Lense
Josef Lense [józef lénse], avstrijski matematik in fizik, * 28. oktober 1890, Dunaj, Avstrija, † 28. december 1985, München, Nemčija.

## Življenje in delo
Lense je leta 1914 doktoriral s področja nebesne mehanike na Univerzi na Dunaju pod mentorstvom Samuela Oppenheima. V letu 1918 je skupaj s fizikom Hansom Thirringom napovedal pojav povleka prostora v sklopu splošne teorije relativnosti (Lense-Thirringova precesija). Med letoma 1927 in 1928 je bil izredni profesor, med letoma 1928 in 1946 pa redni profesor uporabne matematike na Tehniški univerzi v Münchnu (TUM). Med letoma 1946 in 1961 je bil predstojnik tamkajšnjega matematičnega inštituta.